# Мозырский объединённый краеведческий музей
Мозырский объединённый краеведческий музей (бел. Мазырскі аб’яднаны краязнаўчы музей) — музей, основанный в городе Мозырь по решению исполкома Полесского областного Совета депутатов трудящихся от 18 июня 1948 года как Полесский областной краеведческий музей.

## Описание
Основу фондов составили экспонаты Полесской областной выставки достижений народного хозяйства 1949 года и этнографические экспонаты, собранные в области. В феврале 1954 года переименован в Мозырский краеведческий музей. 15 марта 1977 года музей закрыт, его деятельность сведена к учёту и сохранению существующих коллекций. В начале 1980-х гг. было проведено археологическое исследование Замковой горы, исторического центра города, а также некоторых объектов эпохи неолита, в результате музейные фонды пополнились новыми предметами. В 1984 году музей снова начал работать. В марте 2000 года переименован в Мозырский объединенный краеведческий музей. Музеем руководили И. В. Граньков, А. Л. Писарчик, А. П. Эльман, А. Р. Бобр и др. С 1987 года директор И. И. Василькова.
Музей принимает участие в международной акции «Ночь музеев».

## Структура
В структуре музея:
- Выставочный зал (действует с 1984 г.);[1]
- Музей партизанской славы в д. Романовка (с 1989 г.);[2]
- Музей-мастерская художника-керамиста Н. Н. Пушкаря (с 1991 г.);[3]
- Галерея творчества В. А. Минейко (с 2005 г.);[4]
- Музей народной культуры Мозырщины «Палеская веда» (с 1999 г.);[5]
- Краеведческий музей (с 1993 г.) с декоративно оформленным историческим центром «Мозырский замок» (с 2005 г.).

## Экспозиции
Основной фонд музея (2008) насчитывает 26 218 единиц хранения, вспомогательный — 17 911 единицу. В состав музея входят 6 зданий общей площадью 2323 м², из них экспозиционных — 1383 м², выставочных — 384 м², под хранение фондов — 251 м². Общая площадь территории 0,85 га.
В краеведческом музее действуют постоянные выставки «Природа нашего края», где представлены чучела птиц и зверей Беларуси, и археологическая, составленная в основном из находок с раскопок на территории Мозырщины и из предметов быта, переданных музею горожанами. Среди многочисленных экспонатов заслуживают внимания амфора начала XII века, фрагменты кафеля с женским изображением XV — XVI вв., неисследованный древний каменный крест, чернильный прибор конца XIX — начала XX вв. Исторический центр «Мозырский замок» представляет собой уникальный музей, включающий всю ландшафтную зону с архитектурно-планировочной застройкой. На территории замка сохранился фундамент церкви Святого Спаса начала XV века, колодец глубиной более 70 м.
В 3 башнях разместились постоянные экспозиции: «Оружейная» с муляжами оружия Великого Княжества Литовского, «Административная» с историческими атрибутами городской власти (печать, гербы) и «Охотничья», где представлено снаряжение полесского охотника и его трофеи.
На 2023 год музейный фонд составляет 50 281 единиц хранения.